# 公開審査
公開審査（こうかいしんさ）とは、審議が公開されていることを指す。

## 概要
公開形式で審査が行われることや、また芸術系の分野では、事業や作品や設計、意匠、取り組み等について、審査員のほか学識者の学際的な参加、あるいは一般の傍聴者または審査にも適時加わり、優劣や採択についての審議や決定をすることを呼ぶ。
建築設計、芸術をはじめ、新規産業の提案など、プロポーザルやきまざまな分野で優れたデザインを競いあうコンペティションの最終選考において、公開審査で行われることがある。コンペティション（こんぺてぃしょん　competition）という言葉自体は競争を示すが、都市、建築分野では設計・デザインの競技を意味する。一定の設計条件等に基づく、公開、非公開のコンペティションを行い、複数の審稚貝により採点され、最良策を実際の設計に適輔する方法がとられる。事業主は公共、民間のいずれの場合もある。対象施設も公園、地区計画、建築物等さまざまで、範囲も基本計画、実施計画など異なるレベルで行われる。略して「コンペ」ともいう。産業デザイン、地域や都市デザイン分野においては、景観デザインの優れた施設、場所等を対象にしたものがある。
また、芸術分野の作品（美術、建築、音楽、写真　デザイン等）において行われるコンクール（concours　仏）という作品の優劣を競う催しや競技会なども、公開審査の場合が多いほか、オーディションなども公開審査の場合が多い。
そのほか、国際規格などの設定における、評価基準文書のパブリックレビューなどを指す。
公開審査の場合、作品や設計　意匠、取り組み等について、審査員のほか学識者の学際的な参加、あるいは一般の傍聴者または審査にも適時加わり、優劣や採択についての審議や決定される。
一般に審査とは、いかなるジャンル、分野でも基本的には審査員が非公開でおこなわれるものであり、それが公開されるということから、わざわざ公開の審査、というように言葉が使われている。